# 7489 Орібе
7489 Орібе (7489 Oribe) — астероїд головного поясу, відкритий 26 червня 1995 року.
Тіссеранів параметр щодо Юпітера — 3,208.
Названо на честь Орібе (яп. おりべ(織部) орібе)